# Companion (ridderorde)
De graad van Companion is een ridderorde en komt voor bij orden in een aantal Engelstalige landen. In de francophonie is de graad van "Compagnon" gebruikelijk. De graad is hoger in aanzien dan die van een Lid of "Member".
Men kan de graad met die van een Commandeur vergelijken. Vaak wordt het versiersel om de hals gedragen. Een Companionship geeft een drager in het Verenigd Koninkrijk een plaats in het protocol en men hanteert het begrip "Companionage" om deze groep die na de ridders komt aan te duiden. De companions en hun echtgenotes en weduwen zijn opgenomen in een adelsalmanak met de titel "Debrett's Baronetage, Knightage and Companionage"
De Orde van de Kousenband kent Knights Companions en Ladies Companion. Twee andere Britse ridderorden, de Order of the Companions of Honour en de Distinguished Service Order kennen ook Companions. Aan de titel van Companion is geen adeldom verbonden en men mag zich dus geen "Sir" of "Lady" noemen.
Soeverein ·
Grootmeester ·
Kanselier ·
Kapittel ·
Grootprior ·
Baljuw ·
Heraut ·
Wapenkoning ·
Ordeketen ·
Bijzondere Klasse ·
Grootkruis ·
Grootlint ·
Grootofficier ·
Commandeur ·
Officier ·
Ridder Grootkruis van Eer en Devotie ·
Rechtsridder ·
Ridder van Obediëntie ·
Ridder van Eer en Devotie ·
Ridder van Gratie en Devotie ·
Ridder van Magistrale Gratie ·
Eredame ·
Dame ·
Ridder ·
Lid ·
Expectant ·  
Medaille